# Sékou
Sékou è un arrondissement del Benin situato nella città di Allada (dipartimento dell'Atlantico) con 19.737 abitanti (dato 2006).